# Diocesi di Séez

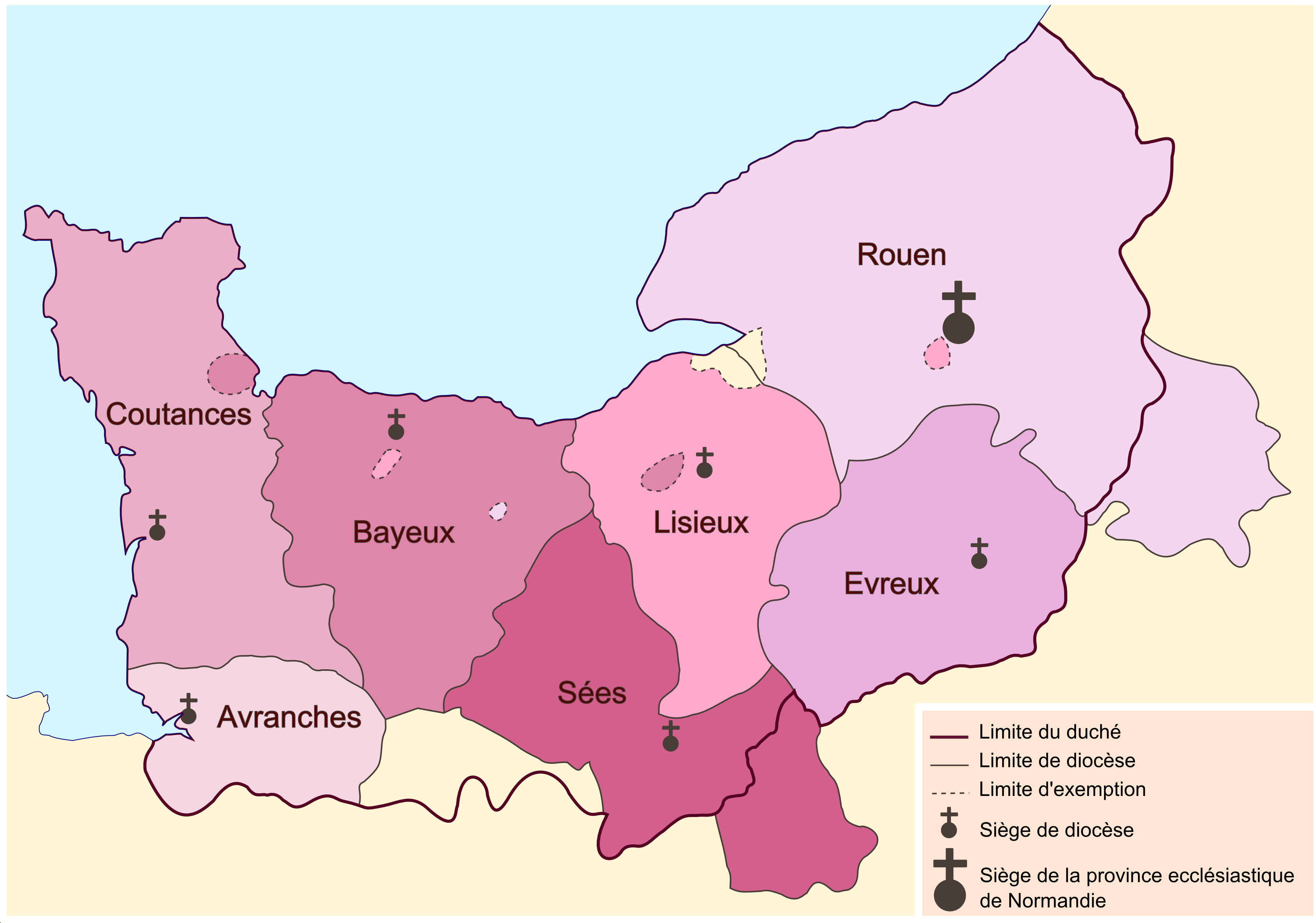
Mappa delle diocesi storiche della Normandia prima della rivoluzione francese.

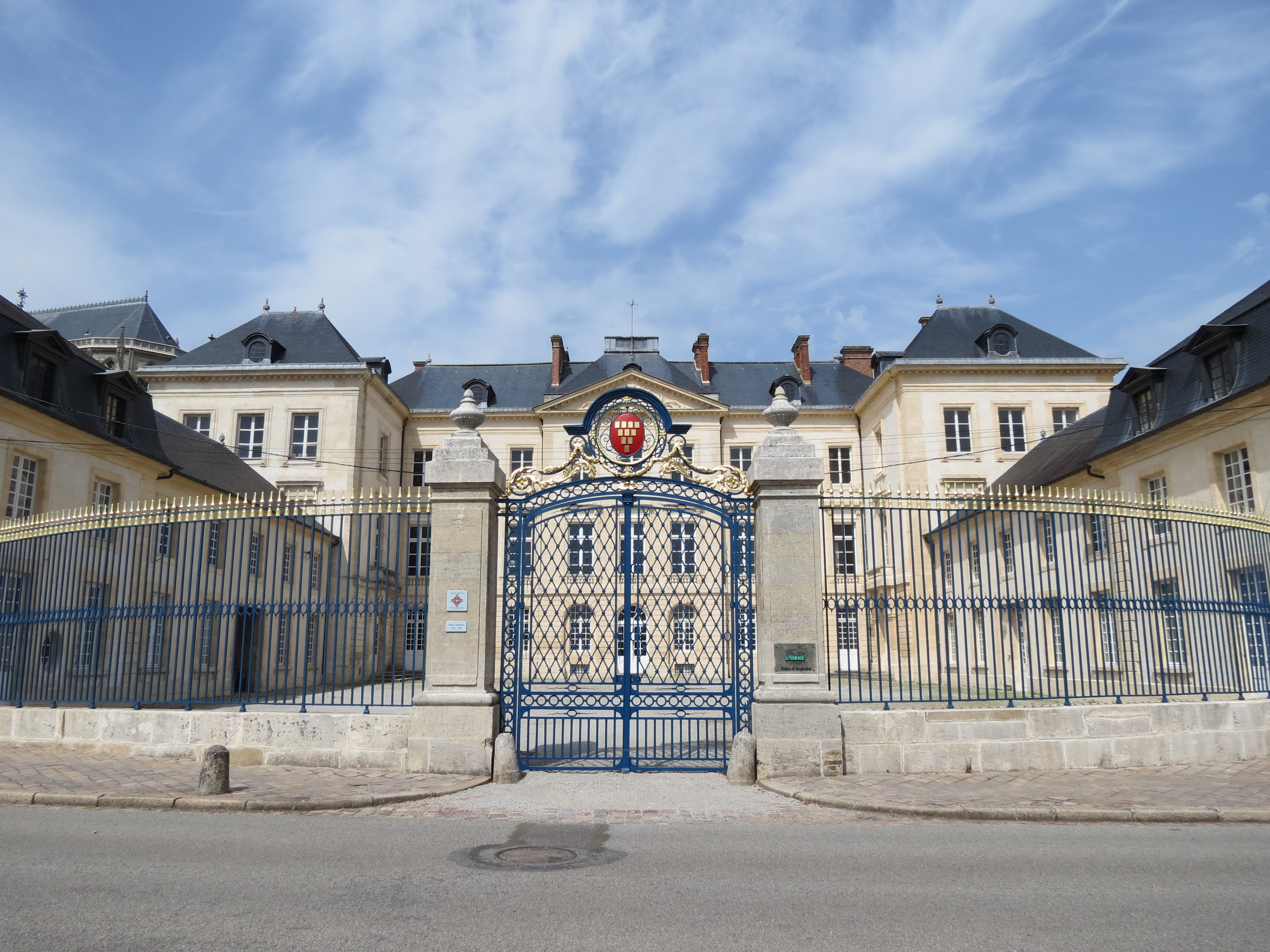
Il Palais d'Argentré, ex palazzo vescovile, costruito nel 1778 per conto del vescovo Jean-Baptiste du Plessis d'Argentré, fu sede del seminario dal 1921 al 1940, e oggi accoglie gli uffici dipartimentali della cultura.

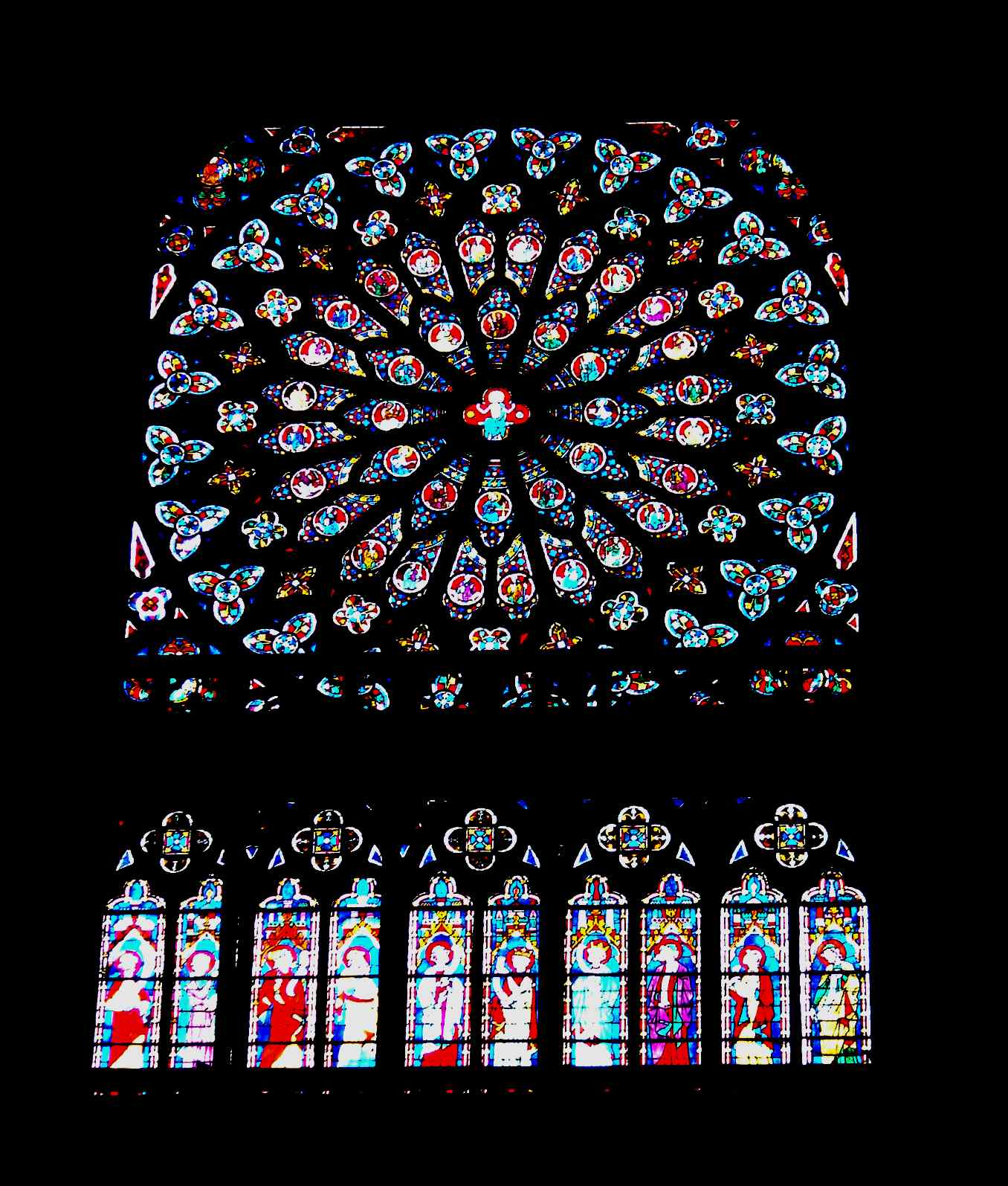
Rosone della cattedrale.

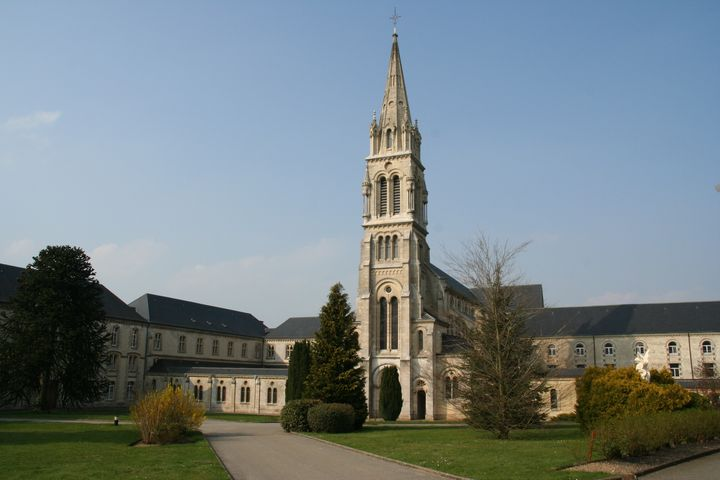
L'abbazia Notre-Dame de la Trappe a Soligny-la-Trappe, fondata nel 1140.

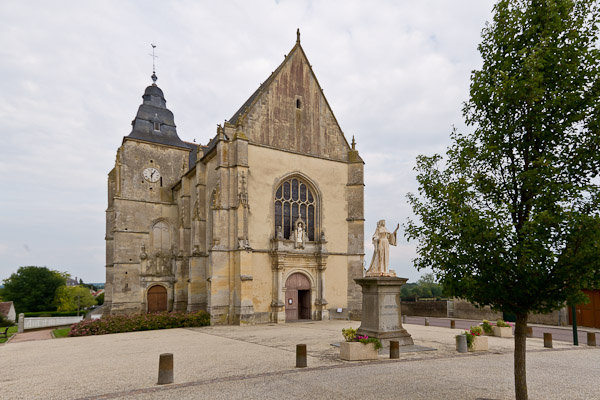
La chiesa Notre-Dame a Almenêches è tutto ciò che resta dell'antica abbazia femminile eretta, secondo la tradizione, nel 580 da sant'Évroult.

La diocesi di Séez (in latino Dioecesis Sagiensis) è una sede della Chiesa cattolica in Francia suffraganea dell'arcidiocesi di Rouen. Nel 2022 contava 261.000 battezzati su 279.942 abitanti. È retta dal vescovo Bruno Feillet.

## Territorio
La diocesi comprende il dipartimento francese dell'Orne.
Sede vescovile è la città di Sées (Séez fino alla fine del XVIII secolo), dove si trova la cattedrale e basilica minore di Notre-Dame. Ci sono altre due basiliche minori nella diocesi: la basilica di Notre-Dame de l'Immaculée-Conception a Sées; e la basilica di Notre-Dame de Montligeon a La Chapelle-Montligeon.
Il territorio diocesano si estende su 6.103 km² ed è suddiviso in 33 parrocchie e 7 decanati.

## Storia
Incerte sono le origini della diocesi. Secondo la tradizione il primo vescovo sarebbe san Latuino, che le leggende dicono inviato ad evangelizzare il territorio nel I secolo, ma che più probabilmente visse attorno al V secolo. Le prime notizie certe della sede episcopale risalgono alla prima parte del VI secolo, quando il vescovo Passivus prese parte a quattro concili di Orléans tra il 533 e il 549. Nel concilio del 538 si presentò come vescovo di Exmes. Con questo stesso titolo, al concilio di Orléans del 511 prese parte il vescovo Litardo. Se ne deduce che per un certo periodo la sede episcopale sia stata la città di Exmes (secondo Duchesne), oppure che la primitiva sede della diocesi non sia stata Sées, bensì Exmes (secondo Fisquet).
La Notitia Galliarum dell'inizio del V secolo. segnala la civitas Saiorum, ossia Sées, come una delle città della provincia romana della Gallia Lugdunense seconda. Dal punto di vista religioso, come di quello civile, Sées dipendeva dalla provincia ecclesiastica dell'arcidiocesi di Rouen, sede metropolitana provinciale.
Incerte e poco chiare sono le notizie sulla diocesi per il primo millennio, di cui è segno la cronotassi episcopale, che risulta essere molto confusa e poco attendibile, secondo Duchesne, se non a partire dalla fine del X secolo. Il gran numero di santi legati a Sées è indizio della vitalità spirituale della regione, la cui evangelizzazione fu intrapresa soprattutto da monaci e da monache, tra le quali si ricorda sant'Opportuna. Le strutture ecclesiastiche furono tuttavia sconvolte dalle incursioni degli uomini del nord, chiamati vichinghi o normanni, tra l'IX e il X secolo.
Durante il Medioevo i vescovi di Séez prendevano possesso della diocesi con un cerimoniale proprio, che fu conservato fino al XVII secolo.
Si deve al vescovo Azone, verso il 986, la ricostruzione della cattedrale, caduta in rovina, che fu consacrata il 2 gennaio 1050. Distrutta ben presto da un incendio, l'attuale cattedrale fu eretta in stile gotico a partire dal 1210; venne consacrata dal vescovo Philippe Le Boulanger il 27 settembre 1310.
Nel corso del XIII secolo arrivarono in diocesi i francescani, mentre era ancora vivo san Francesco.
Nel 1547 il capitolo della cattedrale, che fino dal 1131 aveva seguito la regola di sant'Agostino, fu secolarizzato con una bolla di papa Paolo III.
Al momento dell'insorgere della rivoluzione, la diocesi comprendeva 497 parrocchie, raggruppate in 5 arcidiaconati (Séez, Hiesmois, Le Houlme, Bellesmois e Corbonnois) e 17 decanati.
Al termine della campagna d'Italia Napoleone Bonaparte cambiò la grafia della città di Séez in Sées per distinguerla da un'omonima località della Savoia. La diocesi, tuttavia, non ha cambiato nome e ancora oggi sussiste una differenza fra il nome della città e quello della diocesi.
In seguito al concordato con la bolla Qui Christi Domini di papa Pio VII del 29 novembre 1801 la diocesi si ampliò, incorporando una porzione della diocesi di Lisieux, che fu soppressa, nonché altre parrocchie che erano appartenute alle diocesi di Bayeux, di Chartres e di Le Mans. Nel contempo cedette una porzione del suo territorio alla diocesi di Évreux.
Nel 1844 il vescovo Charles-Frédéric Rousselet scrisse un regolamento per l'amministrazione della diocesi e delle sue strutture, che restò in vigore per più di un secolo, fino al Concilio Vaticano II.

## Cronotassi dei vescovi
I cataloghi episcopali di Séez, databili al XII e XIII secolo, sono attendibili e documentabili storicamente solo a partire dal vescovo Sigefroid (inizio dell'XI secolo). Sui vescovi precedenti il catalogo dimostra di essere incompleto e di presentare inoltre una serie di santi vescovi desunti per la maggior parte da tradizioni agiografiche in alcuni casi molto tardive, di dubbia storicità e comunque non facilmente databili.
Si omettono i periodi di sede vacante non superiori ai 2 anni o non storicamente accertati.
- San Latuino †
- San Sigeboldo †
- San Landerico †
- Illo †
- Uberto †[5]
- Litardo † (menzionato nel 511)[6]
- Passivo † (prima del 533 - dopo il 549)
- Leudobaldo † (prima del 567 - dopo il 573)
- Ildebrando I †[7]
- Rodoberto †[8]
- Amlacario † (prima del 650 - dopo il 663)
- Mileario †[9]
- Roberto I †[10]
- San Reveriano †[11]
- Sant'Annoberto † (menzionato nel 688 o 689)
- San Lotario † (VIII secolo)
- San Crodegango o Godegrando † (VIII secolo)
- Roberto o Rodoberto o Crodoberto † (VIII secolo)[12]
- Ugo I †
- Benedetto †
- Raginfredo †
- Rainaldo †[13]
- Ingelnono † (prima metà del IX secolo)[14]
- Saxobodo † (prima dell'843 - dopo l'850)
- Ildebrando II † (prima dell'853 - prima dell'880)
- Sant'Adalelmo † (fine IX secolo)[15]
- Azone (Ascio) † (prima del 986 circa - dopo il 1006)
- Richard I †[16]
- Sigefroid † (prima del 1017 circa - dopo il 1020)
- Radbod de Flers † (prima del 1023 - dopo il 1032)
- Yves di Bellême † (circa 1035 - 1070 deceduto)
- Robert de Ryes † (circa 1070 - 1081 deceduto)
- Gérard I † (1082 - 23 gennaio 1091 deceduto)
- Serlon d'Orgères † (22 giugno 1091 consacrato[17] - 27 ottobre 1123 deceduto)
- Jean de Neuville † (prima del 4 maggio 1124 - 1143 o 1144[18] deceduto)
- Gérard II † (1144 - 29 marzo 1157 deceduto)
- Froger † (22 dicembre 1157 consacrato - 12 settembre 1184 deceduto)
  - Sede vacante (1184-1188)
- Lisiard † (1188 - 24 settembre 1201 deceduto)
- Sylvestre † (25 giugno 1202 - 26 giugno 1220 deceduto)
- Gervais de Chichester, O.Praem. † (20 dicembre 1220 - 28 dicembre 1228[19] deceduto)
- Hugues II † (1228 o 1229 - 12 settembre 1240 deceduto)
- Godefroy de Mayet † (1240 o 1241 - 30 gennaio 1258 deceduto)
- Thomas d'Aulnou † (20 dicembre 1258 - 15 o 17 giugno 1278 deceduto)
- Jean de Bernières † (agosto 1278 - 15 aprile 1294 deceduto)
- Philippe Le Boulanger † (21 ottobre 1295 - 1º aprile 1315 deceduto)
- Richard de Sentilly † (luglio 1315 - 23 ottobre 1319 deceduto)
- Guillaume Mauger † (1320 o 1321 - 22 gennaio 1356 deceduto)
- Gervais de Belleau † (14 novembre 1356 - febbraio 1363 deceduto)
- Guillaume de Rance, O.P. † (5 maggio 1363 - 1379 deceduto)
- Grégoire Langlois † (27 luglio 1379 - 13 maggio 1404 deceduto)
- Pierre de Beauble † (16 settembre 1405 - 16 maggio 1408 deceduto)
- Jean III † (31 ottobre 1408 consacrato - circa 1422 deceduto)
- Robert de Rouvres † (11 dicembre 1422 - 6 marzo 1433 nominato vescovo di Maguelonne)
- Jean Chevalier † (21 maggio 1434 - 6 agosto 1438 deceduto)
- Jean de Préouse † (1438 - 4 giugno 1454 deceduto)
- Robert de Cornegrue † (2 ottobre 1454 - 4 maggio 1478 nominato vescovo di Sidone)
- Étienne Goupillon † (4 maggio 1478 - 19 dicembre 1493 deceduto)
- Gilles de Laval-Loué † (19 dicembre 1493 - 3 ottobre 1502 deceduto)
- Claude Husson † (1º febbraio 1503 - 10 settembre 1507 nominato vescovo di Poitiers)[20]
- Jacques de Silly † (17 marzo 1511 - 24 aprile 1539 deceduto)
- Nicolas Dangu † (9 giugno 1539 - 1545 dimesso)[21]
- Pierre Duval † (8 giugno 1545 - 13 ottobre 1564 deceduto)
- Louis du Moulinet † (17 novembre 1564 - 1600 dimesso)
- Claude de Morenne † (23 ottobre 1600 - 2 marzo 1606 deceduto)
- Jean Bertaut abbé d'Aunay † (5 marzo 1607 - 8 giugno 1611 deceduto)
- Jacques Suarez, O.F.M. † (9 gennaio 1612 - 30 maggio 1614 deceduto)
- Jacques Camus de Pontcarré † (30 maggio 1614 succeduto - 4 novembre 1650 deceduto)
- François de Rouxel de Médavy † (25 settembre 1651 - 24 agosto 1671 nominato arcivescovo di Rouen)
- Jean de Forcoal † (16 maggio 1672 - 27 febbraio 1682 deceduto)
  - Sede vacante (1682-1692)
- Mathurin Savary † (24 marzo 1692[22] - 19 agosto 1698 deceduto)
- Louis d'Aquin † (30 marzo 1699 - 17 o 22 maggio 1710 deceduto)
- Dominique-Barnabé Turgot de Saint-Clair † (10 novembre 1710 - 18 dicembre 1727 deceduto)
- Jacques-Charles-Alexandre Lallemant † (15 dicembre 1728 - 6 aprile 1740 deceduto)
- Louis-François Néel de Christot † (11 novembre 1740 - 8 settembre 1775 deceduto)
- Jean-Baptiste du Plessis d'Argentré † (18 dicembre 1775 - 29 novembre 1801 deposto)[23]
- Hilarion-François de Chevigné de Boischollet † (11 maggio 1802 - 23 febbraio 1812 deceduto)
  - Sede vacante (1812-1817)
- Alexis Saussol † (1º ottobre 1817 - 7 febbraio 1836 deceduto)
- Mellon de Jolly † (11 luglio 1836 - 25 gennaio 1844 nominato arcivescovo di Sens)
- Charles-Frédéric Rousselet † (25 gennaio 1844 - 1º dicembre 1881 deceduto)
- François-Marie Trégaro † (1º dicembre 1881 succeduto - 6 gennaio 1897 deceduto)
- Claude Bardel † (19 aprile 1897 - 16 febbraio 1926 deceduto)
- Octave-Louis Pasquet † (21 giugno 1926 - 31 marzo 1961 dimesso[24])
- André-Jean-Baptiste Pioger † (31 marzo 1961 - 24 luglio 1971 ritirato)
- Henri-François-Marie-Pierre Derouet † (24 luglio 1971 succeduto - 10 ottobre 1985 nominato vescovo di Arras)
- Yves-Maria Guy Dubigeon † (22 agosto 1986 - 25 aprile 2002 dimesso)
- Jean-Claude Boulanger (25 aprile 2002 succeduto - 12 marzo 2010 nominato vescovo di Bayeux)
- Jacques Habert (28 ottobre 2010 - 10 novembre 2020 nominato vescovo di Bayeux)
- Bruno Feillet, dal 17 luglio 2021

## Statistiche
La diocesi nel 2022 su una popolazione di 279.942 persone contava 261.000 battezzati, corrispondenti al 93,2% del totale.
| anno | popolazione | popolazione | popolazione | presbiteri | presbiteri | presbiteri | presbiteri                | diaconi | religiosi | religiosi | parrocchie |
| anno | battezzati  | totale      | %           | numero     | secolari   | regolari   | battezzati per presbitero | diaconi | uomini    | donne     | parrocchie |
| ---- | ----------- | ----------- | ----------- | ---------- | ---------- | ---------- | ------------------------- | ------- | --------- | --------- | ---------- |
| 1950 | 271.000     | 273.181     | 99,2        | 451        | 447        | 4          | 600                       |         | 30        | 70        | 513        |
| 1969 | 280.000     | 288.524     | 97,0        | 471        | 411        | 60         | 594                       |         | 75        | 1.211     | 197        |
| 1980 | 270.000     | 293.600     | 92,0        | 366        | 338        | 28         | 737                       |         | 40        | 900       | 508        |
| 1990 | 281.815     | 295.472     | 95,4        | 283        | 251        | 32         | 995                       |         | 52        | 478       | 509        |
| 1999 | 271.000     | 288.700     | 93,9        | 199        | 183        | 16         | 1.361                     | 6       | 50        | 326       | 40         |
| 2000 | 274.000     | 292.337     | 93,7        | 210        | 173        | 37         | 1.304                     | 9       | 64        | 311       | 40         |
| 2001 | 274.000     | 292.337     | 93,7        | 201        | 169        | 32         | 1.363                     | 9       | 60        | 292       | 40         |
| 2003 | 274.000     | 293.506     | 93,4        | 196        | 162        | 34         | 1.397                     | 10      | 57        | 416       | 40         |
| 2004 | 274.000     | 293.912     | 93,2        | 182        | 158        | 24         | 1.505                     | 12      | 45        | 404       | 40         |
| 2010 | 273.800     | 294.600     | 92,9        | 166        | 137        | 29         | 1.649                     | 17      | 40        | 286       | 37         |
| 2014 | 279.000     | 300.387     | 92,9        | 141        | 113        | 28         | 1.978                     | 18      | 43        | 227       | 37         |
| 2017 | 273.400     | 292.719     | 93,4        | 126        | 94         | 32         | 2.169                     | 18      | 48        | 187       | 36         |
| 2020 | 260.430     | 279.755     | 93,1        | 109        | 72         | 37         | 2.389                     | 24      | 52        | 153       | 35         |
| 2022 | 261.000     | 279.942     | 93,2        | 92         | 58         | 34         | 2.836                     | 25      | 48        | 144       | 33         |